# 국립 자연사 박물관 (뉴델리)
국립 자연사 박물관(National Museum of Natural History, NMNH)은 인도 뉴델리에 위치한 자연사 박물관으로, 인도 산림환경부 산하 기관에 해당한다. 1972년에 설립하여 1978년에 개관하였고, 뉴델리 중심 네팔 대사관 맞은편인 바라캄바 로드에 있다. 2016년 4월 26일, 화재로 인하여 소장품과 건물 전체가 전소되었다.

## 같이 보기
- 브라질 국립박물관 화재